# Kreuzeckbahn (Garmisch-Partenkirchen)
| Bergstation der Kreuzeckbahn |                                                                                 |
| Lage:                        | Garmisch-Partenkirchen BY D                                                     |
| Gebirge:                     | Wettersteingebirge, Alpen                                                       |
| Gesamtlänge:                 | 2.304 m                                                                         |
| Höhendifferenz:              | 875 m 760 m {\displaystyle \mathrm {\nearrow } } 1.638 m                        |
| Talstation:                  | 47° 28′ 17,5″ N, 11° 3′ 49,2″ O                                                 |
| Bergstation:                 | 47° 27′ 8,2″ N, 11° 4′ 1,5″ O                                                   |
| Technische Daten             |                                                                                 |
| Dauer:                       | 7 Minuten                                                                       |
| Geschwindigkeit:             | 5–6 m/s                                                                         |
| Beförderungsleistung:        | 1.700 Personen/h                                                                |
| Seilbahnstützen:             | 3                                                                               |
| Hintergrund                  |                                                                                 |
| Besitzer:                    | Bayerische Zugspitzbahn Bergbahn AG, Garmisch-Partenkirchen Bayern, Deutschland |
| Eröffnung:                   | 20. Dezember 2002                                                               |
| Kontakt:                     | zugspitze.de                                                                    |

Die Kreuzeckbahn ist eine Luftseilbahn von Garmisch-Partenkirchen (760 m) auf das Kreuzeck (1651 m) und gehört der Bayerischen Zugspitzbahn Bergbahn AG. Die Bahn erschließt das gesamte Kreuzeckgebiet als alpinen Ausgangspunkt zur Alpspitze und in das Höllental, vor allem aber das „Classic“-Skigebiet mit den Skiabfahrten Kandahar und Olympia.

## Alte Kreuzeckbahn
Die erste touristische Erschließung des Kreuzecks erfolgte 1906 durch das Adolf-Zoeppritz-Haus. Bereits 1913 wurde eine Seilbahn auf das Kreuzeck geplant. Im Juli 1925 wurde dem Architekten Franz Deininger schließlich die Bau- und Betriebskonzession erteilt. Die Pendelbahn wurde von der Firma Adolf Bleichert & Co. nach dem System „Bleichert-Zuegg“ errichtet. Die Tragseile wurden von der Westfälischen Drahtindustrie und die Zugseile von Felten & Guilleaume geliefert. Ziel war es, die Seilbahn noch zur Weihnachtszeit 1925 in Betrieb zu nehmen. Die Inbetriebnahme verzögerte sich jedoch, worauf die Bahn am 28. Mai 1926 als erste Schwebebahn zur Personenbeförderung in Bayern und damit im deutschen Alpenraum eröffnet wurde.
Die Streckenlänge der Seilbahn betrug 2.342 Meter, wobei sie eine Höhendifferenz von 880 Metern überwand. Die höchste Stelle über Grund betrug 75 Meter. Die Seilbahn stützte sich auf drei Stützen und wurde von einem Elektromotor mit 50 PS Leistung angetrieben. Bei einer Fahrtzeit von 8 Minuten und zwei Kabinen mit 24 Fahrgästen plus einem Führer wurde eine Beförderungskapazität von 150 Personen pro Stunde erreicht.
Die beiden holzverkleideten Kabinen wurden 1938 durch neue Leichtmetallkabinen der Luftschiffbau Zeppelin und ein neues Gehänge der Firma Bleichert ersetzt. Dadurch vergrößerte sich der Fahrgastraum auf 27 Personen plus einen Führer. Diese Kabinen wurden 1963 durch neue der Firma Zarges ersetzt. Die Seilbahn erhielt auch neue Trag- und Zugseile sowie einen neuen Antrieb mit einer Leistung von 110 kW. Davon abgesehen blieb die Seilbahn bis zu ihrer Außerbetriebnahme im Wesentlichen technisch unverändert.

## Neue Kreuzeckbahn
Nach 76 Betriebsjahren und 15 Millionen beförderten Passagieren wurde die alte Kreuzeckbahn am 7. April 2002 stillgelegt und durch eine kuppelbare Zweiseilumlaufbahn (2S-Bahn) vom österreichischen Hersteller Doppelmayr ersetzt. Die neue Seilbahn wurde am 20. Dezember 2002 an der gleichen Stelle wie die alte Seilbahn in Betrieb genommen.
Mit den 34 Kabinen von CWA für je 15 Personen wird eine Förderleistung von 1.700 Personen pro Stunde und Richtung erreicht. Die 58 mm starken Trag- und die 46 mm starken Zugseile laufen über drei Seilbahnstützen mit einer Höhe von 44, 24 und 30 Metern. Dabei erreicht die Seilbahn einen maximalen Bodenabstand von 90 Metern. Die Seilbahn wird von zwei Gleichstrommotoren mit jeweils 430 kW angetrieben. Zusätzlich ist ein dieselhydraulischer Notantrieb mit einer Leistung von 220 kW vorhanden. Die Garage für die Kabinen befindet sich in der Talstation.
Die Kreuzeckbahn ist die erste von Doppelmayr erbaute 2S-Bahn.

## Betreiber
1999 kam es zur Fusion der Bayerischen Zugspitzbahn AG und des bisherigen Besitzers, der Kreuzeckbahn GmbH & Co. KG. Aus diesem Zusammenschluss entstand die Bayerische Zugspitzbahn Bergbahn AG, die seitdem als Betreiber der Kreuzeckbahn agiert. Bis zum Verkauf der Eckbauerbahn im Jahr 2002 befanden sich damit sämtliche Bergbahnen in Garmisch-Partenkirchen im Besitz der Bayerischen Zugspitzbahn Bergbahn AG.

## Angebot
Während die Kreuzeckbahn im Winter in erster Linie Wintersportler in das Gebiet Garmisch-Classic befördert, zieht sie in der Sommersaison auch viele Wandertouristen und Bergsteiger an. Der Genuss-Erlebnisweg verbindet auf drei Kilometern die Bergstationen der Kreuzeckbahn und der Alpspitzbahn. Er gilt als familienfreundlich. Als besonders anspruchsvoll dagegen gelten die diversen hochalpinen Touren, für die sich die Bergstation der Kreuzeckbahn als Ausgangspunkt anbietet. Eine von diesen ist die bekannte Alpspitz-Ferrata, ein Klettersteig auf die Alpspitze.
Unmittelbar neben der Talstation der Kreuzeckbahn befindet sich die Café-Bar Kandahar 2.